# バレーボールイギリス女子代表
バレーボールイギリス女子代表（バレーボールイギリスじょしだいひょう）は、バレーボールの国際大会で編成されるイギリスの女子バレーボールナショナルチームである。

## 歴史
2012年に自国開催されるロンドン五輪出場に向けて、ENG（イングランド）、NIL（北アイルランド）、SCO（スコットランド）の3つを集約して、結成された統一イギリス代表チーム（近代オリンピックは単一国家による出場が大原則であるため）。
2012年のロンドンオリンピックでは、ホームの声援を受けアルジェリアにフルセット勝ちし、オリンピック初出場ながら9位に食い込んだ。

## 過去の成績

### オリンピックの成績
- 2012年 - 9位

### 世界選手権の成績
- 2010年 - 欧州予選敗退

### 欧州選手権の成績
- 2009年 - 予選敗退
- 2011年 - 予選敗退